# Dogo SS-2000

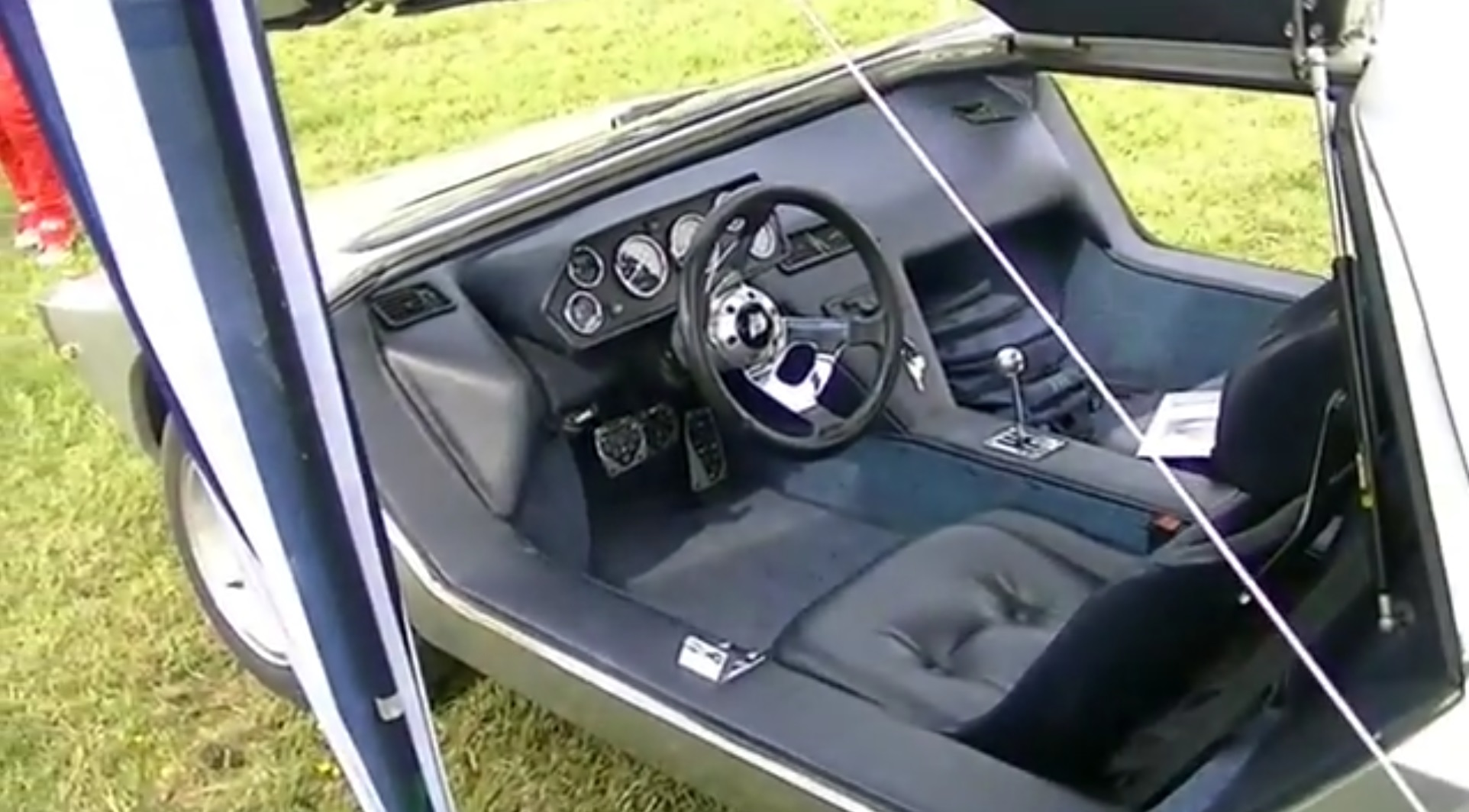
Habitáculo del Dogo SS-2000.

El Dogo SS-2000 es un prototipo de automóvil que fue construido en Argentina en el año 1969. En 1970 fue presentado en la Exposición del Confort Humano. 

## Diseño y mecánica
Este prototipo fue construido por el piloto y mecánico argentino Clemar Bucci (campeón de Mecánica Nacional Fuerza Libre) en su taller situado en Munro (Partido de Vicente López, Buenos Aires). Para la fabricación de este automóvil, contó con la participación de su hermano Rolando Bucci y un grupo de colaboradores, finalizándolo en sólo cinco meses.
El Dogo SS-2000 era un gran turismo con diseño en forma de cuña, trazos rectilíneos y paneles lisos. En su diseño destacaban unas llamativas puertas de ala de gaviota. La carrocería estaba hecha de plástico reforzado y estaba montada sobre un bastidor de viga central única, con forma de cajón. Tenía un motor de cuatro cilindros en línea con 2000 cc y 160 HP proveniente de un Peugeot 504, caja de cambios manual de cuatro velocidades sincronizadas proveniente de un Porsche 911, y frenos de disco en las cuatro ruedas.

## Prestaciones
Los fabricantes de este prototipo declararon que era capaz de alcanzar una velocidad máxima de 228 km/h, esto en parte gracias a su ligero peso (solamente 700 kg).

## En el presente
El coche aún existe y es preservado en el Museo Bucci ubicado en Zenón Pereyra (provincia de Santa Fe).